# J/K/N級駆逐艦
J/K/N級駆逐艦（英語: J-, K- and N-class destroyer）は、イギリス海軍の駆逐艦の艦級。従来の駆逐艦の系譜に属しつつ、設計を大きく刷新しており、1936年度計画のJ級、37年度計画のK級、39年度計画のN級と、順次に改正を加えつつ計24隻が建造された。J級のジャベリンをネームシップとしてジャベリン級駆逐艦（英: Javelin-class destroyer）と称することもある。

## 来歴
イギリス海軍は1924-5年度より駆逐艦の建造を再開し、まず改W級駆逐艦をもとに第一次世界大戦の戦訓や新しい技術を盛り込んだプロトタイプとしてアマゾンとアンバスケイドを建造したのち、1927-8年度のA級より量産に移行し、1935-6年度のI級に至るまで、順次に改正を加えつつ79隻が建造された。
1935-6年度では、I級とともにトライバル級も建造された。しかしこれは計画段階では「V型嚮導艦」（V Leader）と称されていたとおり、軽巡洋艦の任務を肩代わりする大型駆逐艦であり、通常の駆逐艦とは区別して考えられていた。1936年の時点の構想では、敵艦隊に差し向ける攻撃部隊（在来型駆逐艦）と、逆に敵の攻撃部隊から主隊を防御する部隊（トライバル級）とが並行して配備されることとなっていた。このため1936-7年度では、トライバル級の建造を続行するとともに、従来の系譜に属する駆逐艦も建造されることとなった。これが本級である。

## 設計
本級の設計には、1933年に海軍本部が発出した書簡が大きな影響を与えている。この書簡では、改W級以来の在来型駆逐艦について、前甲板への波の打ち上げが激しく、また後甲板は艤装品が密集しており、いずれも甲板作業の効率の低下に繋がっていることが指摘された。このことから本級では、主ボイラーの容量を拡張して缶数を1基減少し、単煙突の艦型となった。これによって後甲板の有効面積が増大したほか、敵潜水艦と遭遇した場合に進行方向を誤認させる効果も期待された。一方、缶室が重なって配置されることになった為、被弾時に両方の缶室が浸水してしまう危険性が生まれている。また艦首のフレアが強くなったが、荒天時に波を被ってしまう欠点となった。
またこの書簡では船体強度にも疑義が呈されたことから、船殻構造も改正された。従来の英駆逐艦では横肋骨方式を基本としてきたのに対し、本級では、艦首尾構造の両端部分のみを横肋骨配置として、ほかはすべて縦肋骨構造とされた。この方式は縦強度上有利で、船体鋼材重量を減ずる効果がある。また設計上の自由度も高く、諸室区画配置はフレームスペースの制約を受けずに配分でき、肋骨位置は強度計算による許容範囲内で決める事ができた。ただし構造が複雑化してしまったため、建造費の高騰を招いた。なお本級では、工作方法に溶接が導入されている。
なお上記の通りボイラーの容量は拡張され、また出力も40,000馬力に強化されたものの、形式は従来の駆逐艦と同様で、ボイラーはアドミラルティ式3胴型水管ボイラー（圧力300 lbf/in2 (21 kgf/cm2)、温度326.7℃）、タービンはパーソンズ式オール・ギヤード・タービンを搭載した。また本級では、下記の通り砲塔が機力操縦方式とされていることから、入港時にも砲塔を操縦できるよう、停泊発電機としてディーゼル発電機（出力50 kW）2基が搭載された。また主発電機も、従来は100 kWのタービン発電機2基であったのに対し、本級では搭載数を変えずに出力を150 kWに増強している。
J級で導入された設計・建造手法は、以後の艦級でも踏襲された。また第二次世界大戦勃発に伴う戦時急造艦として建造されたO級駆逐艦からCr級駆逐艦までの戦時緊急計画型駆逐艦 (War Emergency Programme destroyers) では、本級の基本設計が採用されている。

## 装備
艦砲としては、トライバル級で装備化された45口径12cm連装砲が踏襲され、QF 4.7インチ砲Mk.XIIがMk.XIX砲架と組み合わされて搭載された。最大仰角40度であり、対空射撃にも対応した平射砲である。砲としては従来のQF 4.7インチ砲Mk.IXと同様だが、2門が1つの砲鞍に取り付けられ、ともに俯仰する。また機力操縦方式については、トライバル級ではターボ油圧式であったのに対し、本級では電動油圧式となった。当初は、連装化に伴って艦首側の砲塔を1基に削減する案もあったが、夜戦の際に星弾を打ち上げることを想定して、2基の装備が要求された。また当初は艦尾方向20度は死角になっていたものの、後に改修されて、艦尾へ向くようになった。
近距離用の対空兵器はトライバル級と同構成となり、39口径40mm4連装機銃（QF 2ポンド・ポンポン砲）1基と62口径12.7mm4連装機銃2基が搭載された。
一方、トライバル級が砲装重視であったのに対し、J・K級は従来の系譜に属する駆逐艦として、水雷兵器も相応に重視しており、前年度のI級と同じく21インチ5連装魚雷発射管2基を備えている。

### 戦時改修
J・K級を含めた英駆逐艦は、最大仰角40度として対空射撃にも限定的に対応した45口径12cm砲を搭載して第二次世界大戦に突入したが、最大仰角40度では急降下爆撃に対抗困難であり、開戦後間もなく、これは対空兵器としては不十分であることが明白になった。このことから、DCT方位盤に測距用の285型レーダーの装備が進められるとともに、1940年の決定に基づき、後部魚雷発射管とバーターに45口径10.2cm単装高角砲（QF 4インチ砲Mk.V）1基を搭載した。ただし本級では、この45口径10.2cm単装高角砲は方位盤などによる射撃指揮を受けておらず、有効性は限定的であった。39口径40mm機銃も近接防空火力としては不十分と判断されたことから、70口径20mm機銃が増備された。
また他の艦級と同様にレーダーの装備も行われており、早期警戒用として286型または291型レーダー、目標捕捉用として276型または293型レーダーなどが搭載された。大戦末期まで残存していたジャーヴィス及びジャベリンは、ラティスマストへ改修を受けた。
そして最後に建造されたN級では、これらの改修を最初から適用した状態で建造するとともに爆雷搭載数も45発に増加している。

## 同型艦
第一次世界大戦後に建造されたA級からI級までのイギリス海軍駆逐艦は、「通常型8隻と、通常型より一回り大きい嚮導艦1隻を合わせた、合計9隻」を一単位として建造するのが基本であった。
これに対し、J級駆逐艦では9番艦ジュビラントの建造をキャンセルして8隻のみを整備した。そしてJ級以後のイギリス海軍駆逐艦は「通常型7隻と、通常型と基本構造に差異の無い嚮導艦1隻を合わせた、合計8隻」を一単位として建造されるようになった。
J級駆逐艦
就役時期が第二次世界大戦勃発とほぼ前後しているため、戦争当初から各種任務に投入された。このため終戦までにジャーヴィスとジャベリンを除く6隻が戦没した。
| #   | 艦名                            | 造船所                                          | 就役                                            | その後 |
| --- | ------------------------------- | ----------------------------------------------- | ----------------------------------------------- | --- |
| F00 | ジャーヴィス HMS Jervis ※嚮導艦 | ホーソン・レスリー                              | 1939年 5月8日                                   | 1946年5月に予備役編入。1947年10月に退役。 1949年1月にスクラップとして売却され、同年9月に解体。                                                                               |
| F22 | ジャッカル HMS Jackal           | ジョン・ブラウン                                | 1939年 4月13日                                  | 1942年5月11日、MG2作戦を中止してアレクサンドリアへ帰還中にドイツ空軍のJu 88の爆撃により大破。 曳航を試みるも断念され、翌12日朝に駆逐艦ジャーヴィスの魚雷攻撃により撃沈処分。 |
| F34 | ジャガー HMS Jaguar             | デニー                                          | 1939年 9月12日                                  | 1942年3月26日、シディ・バラーニ沖にてドイツ海軍の潜水艦U-652の魚雷攻撃により沈没。                                                                                           |
| F46 | ジュノー HMS Juno               | フェアフィールド                                | 1939年 8月25日                                  | クレタ島の戦いの最中の1941年5月21日、クレタ島南東沖合にてイタリア空軍爆撃機の爆撃により沈没。                                                                                |
| F53 | ジェーナス HMS Janus            | スワン・ハンター                                | 1939年 8月5日                                   | 1944年1月23日、アンツィオ沖にて上陸作戦の支援中、ドイツ空軍機より投下された誘導爆弾「フリッツX」の直撃により沈没。                                                           |
| F61 | ジャヴェリン HMS Javelin        | ジョン・ブラウン                                | 1939年 6月10日                                  | 1949年6月11日よりスクラップとして解体。 |
| F72 | ジャージー HMS Jersey           | J・サミュエル・ホワイト                         | 1939年 4月28日                                  | 1941年5月2日、マルタ島のグランド・ハーバーへの入港寸前に、イタリア空軍機が敷設した機雷に触雷し沈没した。                                                                     |
| F85 | ジュピター HMS Jupiter          | ヤーロウ                                        | 1939年 6月25日                                  | スラバヤ沖海戦中の1942年2月27日、ジャワ島沿岸にてオランダ軍が敷設した機雷原に侵入し触雷、翌28日に沈没した。                                                                  |
| n/a | ジュビラント HMS Jubilant       | 1937年3月に発注されるが、同年12月にキャンセル。 | 1937年3月に発注されるが、同年12月にキャンセル。 | 1937年3月に発注されるが、同年12月にキャンセル。 |

K級駆逐艦
就役時期が丁度第二次世界大戦の勃発と前後しているため、多くの作戦に投入された。
その結果、8隻のうちケルヴィンとキンバリーの2隻を除く6隻が戦没した。
| #   | 艦名                      | 造船所                  | 就役            | その後 |
| --- | ------------------------- | ----------------------- | --------------- | --- |
| F01 | ケリー HMS Kelly ※嚮導艦  | ホーソン・レスリー      | 1939年 8月23日  | クレタ島の戦いの最中の1941年5月23日、クレタ島南方沖合にてドイツ空軍のJu 87急降下爆撃機の爆撃により沈没。                                                        |
| F28 | カンダハー HMS Kandahar   | デニー                  | 1939年 10月10日 | 1941年12月19日、トリポリ沖にてイタリア船団への攻撃を試みた際に触雷、艦尾が破壊され操舵不能となる。 翌20日の総員退艦後に駆逐艦ジャガーの魚雷攻撃により撃沈処分。 |
| F12 | カシミール HMS Kashmir    | ソーニクロフト          | 1939年 10月26日 | クレタ島の戦いの最中の1941年5月23日、クレタ島南方沖合にてドイツ空軍のJu 87急降下爆撃機の爆撃により沈没。                                                        |
| F37 | ケルヴィン HMS Kelvin     | フェアフィールド        | 1939年 11月27日 | 1949年4月6日、スクラップとして売却。 |
| F45 | カルトゥーム HMS Khartoum | スワン・ハンター        | 1939年 11月6日  | 1940年6月23日、搭載魚雷が爆発し火災発生、ペリム島に入港し総員退艦後に弾薬庫が誘爆して沈没した。                                                                 |
| F50 | キンバリー HMS Kimberley  | ソーニクロフト          | 1939年 12月21日 | 1948年に退役、1949年3月30日より解体。 |
| F64 | キングストン HMS Kingston | J・サミュエル・ホワイト | 1939年 9月14日  | 1942年3月22日の第2次シルテ湾海戦にて損傷。 マルタ島での修理中に複数回の空襲を受け、同年4月11日の爆撃により全損と判定される。                                    |
| F91 | キプリング HMS Kipling    | ヤーロウ                | 1939年 12月12日 | 1942年5月11日、MG2作戦を中止してアレクサンドリアへ帰還中にドイツ空軍のJu 88の爆撃により沈没された。                                                             |

N級駆逐艦
N級駆逐艦は、全艦が就役前に外国海軍（オーストラリア海軍に5隻、オランダ海軍に2隻、ポーランド海軍に1隻）に貸与された。
戦没艦はネスターの1隻だけであるが、オーストラリア海軍に貸与された艦は返還後はそのまま解体され、ポーランド海軍から返還された1隻のみがイギリス海軍に再就役した。
オランダ海軍に貸与された2隻はそのまま譲渡され、うち1隻は1951年に独立間もないインドネシアに譲渡され、同国海軍の旗艦として1961年まで運用された。
| 運用者             | #   | 艦名                                   | 造船所           | 就役            | その後 |
| ------------------ | --- | -------------------------------------- | ---------------- | --------------- | --- |
| オーストラリア海軍 | G97 | ネイピア HMAS Napier ※嚮導艦           | フェアフィールド | 1940年 11月28日 | 1945年10月25日付での退役と同時に、イギリス海軍へ返還。 1955年にスクラップとして売却、1956年解体。 |
| オーストラリア海軍 | G02 | ネスター HMAS Nestor                   | フェアフィールド | 1941年 2月3日   | ヴィガラス作戦参加中の1942年6月15日、クレタ島南西部沖合の北緯33度36分、東経24度30分の地点にて航空爆弾の至近弾を受けボイラー室が大破。 曳航を試みるも断念され、翌16日に駆逐艦ジャベリンの爆雷により撃沈処分された。 |
| オーストラリア海軍 | G38 | ニザム HMAS Nizam                      | ジョン・ブラウン | 1940年 12月19日 | 1945年10月17日付での退役と同時に、イギリス海軍へ返還。 1955年にスクラップとして売却、1956年解体。 |
| オーストラリア海軍 | G49 | ノーマン HMAS Norman                   | ソーニクロフト   | 1941年 9月15日  | 1945年10月付での退役と同時に、イギリス海軍へ返還。 1955年にスクラップとして売却、1958年解体。 |
| オーストラリア海軍 | G25 | ネパール HMAS Nepal                    | ソーニクロフト   | 1942年 5月11日  | 1945年10月22日付での退役と同時に、イギリス海軍へ返還。 1955年にスクラップとして売却、1956年解体。 |
| オランダ海軍       | G84 | ファン・ガレン Hr.Ms. Van Galen        | デニー           | 1942年 2月20日  | 1956年10月退役。1957年解体。 |
| オランダ海軍       | G16 | チェリク・ヒッデス Hr.Ms. Tjerk Hiddes | デニー           | 1942年 10月30日 | 1951年3月1日付でインドネシア海軍に売却、ガジャ・マダ (KRI Gadjah Mada) に改名し再就役。1961年に退役・解体。 |
| ポーランド海軍     | G65 | ピオルン ORP Piorun                    | ジョン・ブラウン | 1940年 11月4日  | 1946年にイギリス海軍に返還。同年9月28日付でノーブル (HMS Noble)に改名され再就役。 1955年9月に退役し、同年12月2日より解体。                                                                                         |